# Nabil Gilasz
Nabil Gilasz (arabul: نبيل غيلاس) (Marseille, 1990. április 20. –) francia születésű algériai labdarúgó, aki csatárként játszik.

## Statisztika

### Válogatott
(2014. július 14. szerint)
| Válogatott | Szezon   | Mérkőzés | Gól |
| ---------- | -------- | -------- | --- |
| Algéria    | 2011–12  | 2        | 1   |
| Algéria    | 2012–13  | 1        | 0   |
| Algéria    | 2013–14  | 5        | 1   |
| Összesen   | Összesen | 8        | 2   |

### Góljai a válogatottban
|    | Időpont         | Helyszín                         | Ellenfél     | Gólok | Eredmény | Kiírás                                     |
| -- | --------------- | -------------------------------- | ------------ | ----- | -------- | ------------------------------------------ |
| 1. | 2013. június 9. | Mustapha Tchaker, Blida, Algéria | Benin        | 3–1   | 3–1      | 2014-es labdarúgó-világbajnokság-selejtező |
| 2. | 2014. május 31. | Tourbillon, Sion, Svájc          | Örményország | 2–0   | 3–1      | Barátságos mérkőzés                        |